# Castelar e Nelson Dantas no País dos Generais
Castelar e Nelson Dantas no país dos generais é um semi-documentário de 2007, dirigido, roteirizado e montado por Carlos Alberto Prates Correia e vencedor dos prêmios de melhor filme e montagem do Festival de Gramado de 2007.

## Sinopse
Em Minas Gerais, nos anos da ditadura militar, cineastas atormentados pelos personagens de seus filmes lançam a pergunta fulminante: por que as mulheres são tão belas? Nenhum cometeu o erro de imaginar que a razão fosse o vestido. Mesmo quando as mulheres se encontram bem cobertas, a nudez sob as vestes pode ser possuída pelos olhos do bicho homem. Basta que ele saiba olhar com concentrada gana.

## Elenco
- Tavinho Moura (Schubert)
- Priscila Assum (Noeme)
- Rafaela Amado (Lollô)
- Andrea Dantas (1ª narradora)
- Lina de Carlo (Prisioneira)
- Regina Coelho (Cantora lírica)
- Leilany Fernandes (Torturadora)
- Joaquim Pedro de Andrade - Ele mesmo (imagem de arquivo)
- Alberto Graça - Ele mesmo (imagem de arquivo)
- Schubert Magalhães - Ele mesmo (imagem de arquivo)
- Humberto Mauro - Ele mesmo (imagem de arquivo)
- Carlos Alberto Prates Correia - Ele mesmo (imagem de arquivo)
- Andrea Tonacci - Ele mesmo (imagem de arquivo)

## Prêmios
- Festival de Gramado 2007 (Melhor filme e montagem)
- Paulínia 2008 (Prêmio especial - documentário)
- Associação Paulista dos Críticos de Arte 2008 (Melhor montagem)
- SESC-SATED de MG 2009 (Melhor diretor)